# دلبر و دغل
دلبر و دغل (انگلیسی: Beauty and the Rogue) فیلمی در ژانر درام، جنایی، و کمدی-درام به کارگردانی هنری کینگ است که در سال ۱۹۱۸ منتشر شد. از بازیگران آن می‌توان به ماری مایلز مینتر، آلن فورست، لوسیل وارد و اسپاتیسوود ایتکن اشاره کرد.